# موبیل

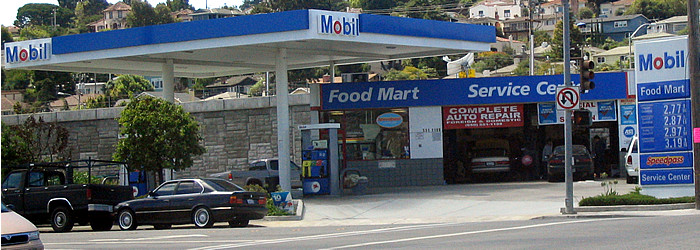
پمپ بنزین موبیل، در بلمونت، کالیفرنیا

موبیل (به انگلیسی: Mobil) شرکت نفتی آمریکایی است که در سال ۱۹۱۱ در پی تفکیک کمپانی استاندارد اویل، به ۳۳ شرکت محلی، تحت نام استاندارد اویل نیویورک، تأسیس شد، که پس از مدتی، به سوکونی تغییر نام داد. سپس در سال ۱۹۲۰ این شرکت با نام تجاری موبیل اویل ثبت گردید.
در سال ۱۹۹۹ شرکت موبیل، توسط شرکت نفتی اکسان خریداری شد و با ادغام این دو شرکت، کمپانی اکسان‌موبیل شکل گرفت. امروزه شبکه‌ای از جایگاه‌های پمپ بنزین اکسون‌موبیل، کماکان با نام تجاری موبیل فعالیت می‌نمایند.
ساختمان مرکزی سابق شرکت موبیل، در فرفکس، ویرجینیا، در حال حاضر به عنوان دفتر مرکزی بخش پایین‌دستی اکسون‌موبیل استفاده می‌شود.